# Tom Clancy's Rainbow Six: Critical Hour
Tom Clancy's Rainbow Six: Critical Hour est le cinquième jeu entier de la série Rainbow Six. Il a été développé par Red Storm Entertainment

## Accueil
- GameSpot : 4,7/10[1]